# دومین ام‌ال
دومین ام‌ال (انگلیسی: ML domain) با نام کامل «دومین تشخیص‌دهندهٔ لیپید مرتبط با ام‌دی-۲» یک دومِـین پروتئینی است که در تشخیص لیپید به‌ویژه مواد بیماری‌زا نقش دارد. این دومِـین یک خمیدگی بتا-ساندویچ شبه ایمونوگلوبولین مشابه با دومِـین‌های گروه E ایمونوگلوبولین‌هاست. این دومین در پروتئین‌های زیر دیده می‌شوند:
- پروتئین ترشحی E1 اپیدیدیم که به کلسترول متصل می‌شود. این پروتئین در نوع «سی۲ بیماری نیمن پیک» (نوع جنینی کشنده) دچار اختلال می‌شود که سبب تجمع کلسترول LDL در لیزوزوم‌ها می‌گردد.[۱]
- پروتئین‌های حساسیت‌زا (آلرژن) هیرهٔ کنه‌شکل خانگی همچون «Der f 2» و «Der p 2».[۲]